# Емері Д'Амбуаз
Емері Д'Амбуаз (1434—1512) — 41-й Великий магістр лицарів-госпітальєрів (з 1503 р. по 1512 р.).

## Біографія
Емері д'Амбуаз народився в 1434 році в родовому замку аристократичного роду Амбуаз Шомон-сюр-Луар. Він був третім сином П'єра д'Амбуаза (1408—1473), камергера Карла VII і Людовіка XII, та Анни де Буей (1405—1458), дочки Жана IV де Буейля. Його молодший брат, Жорж Д'Амбуаз, став кардиналом, прем'єр-міністром Людовика XII.

### Служба в ордені
Емері Д'Амбуаз був генеральним скарбником ордену госпітальєрів. Він також був командиром командування Арвіля, поблизу Вандома (в 1478 р.), командування Бовуара, в Бюїньї-Сен-Маклу біля Ам'єна (з 1491 по 1495 рр.), і командування Бонкур, поблизу Сен-Кантен (до 1503 року). Він був адміралом галер при д'Обюссоні, який також призначив його великим пріором Франції.

### Великий магістр ордену на Родосі
Через кілька днів після смерті в липні 1503 р. П'єра д'Обюссона, великого магістра ордену (з 1476 р.), триста вісімдесят сім членів ордену, присутніх на Родосі під головуванням племінника П'єра д'Обюссона — Гі де Бланшфора обрали наступним Великим магістром ордену великого пріора Емері д'Амбуаза.

Емері був на території свого пріорату, коли його обрали наступним Великим магістром ордену. Перед тим як прибути на Родос він поїхав до короля Людовика XII, який засвідчив свою особливу шану та подарував йому меч, який Людовик IX Святий носив під час хрестового походу, додавши до нього шматок дерева Животворного Хреста для собору Святого Іоанна на Родосі.

Герб Емері д'Амбуаза

Новий великий магістр прибув на Родос наприкінці 1504 року. В 1505 р. він здобув перемогу над найнятим сарацинами корсаром Карналі, якого він прогнав з Родосу та навколишніх островів. Наступного року, в 1506 році, він захопив флот із семи суден, надісланих єгипетським султаном. У 1507 році він заволодів величезною каракою, яку називали La mogardine, або (Королева морів). Це судно щороку випливало з Александрії, щоб продавати шовк, спеції та всілякі товари на узбережжі Північної Африки. Він мав сім палуб і міг взяти на додаток до екіпажу та товарів більше тисячі солдатів і сотню гармат для його оборони.
З 1507 по 1510 рік Емері д'Амбуаз захопив зі своїм флотом багато суден, що належали сарацинам. У відповідь сарацини підготували флот з двадцяти п'яти кораблів. Отримавши інформацію про це Емері д'Амбуаз зібрав і очолив флот із двадцяти двох кораблів і напав на ворожий флот в затоці поблизу Чорногорії. Він здобув перемогу і зміг захопити одинадцять ворожих кораблів і чотири галери. Він також повернув цінну здобич і багато в'язнів. У 1509 році госпітальєри здійснили напад на велику приморську фортецю Ет-Тін на Суецькому перешийку, а 21 серпня 1510 року в затоці Іскендерун розгромив мамлюцький флот, захопивши вісімнадцять єгипетських кораблів.
Він присвятив свою діяльність допомозі бідним, а також будівництву укріплень Родосу.
Емері д'Амбуаз помер на Родосі 13 листопада 1512 року у віці сімдесяти восьми років, залишивши свої статки ордену.
Його герб мітиться на кількох будівлях, які він збудував на Родосі чи на прилеглих островах. На Родосі під його владою були завершені великі ворота, через які входили лицарі. Сьогодні вона носить назву «Ворота д'Амбуаза» і там вирізаний його герб. Зображення герба також є в каплиці Фортеці Діви Марії та на укріпленнях на острові Лерос.